# Polygala neurocarpa
Polygala neurocarpa är en jungfrulinsväxtart som beskrevs av T S. Brandegee. Polygala neurocarpa ingår i släktet jungfrulinssläktet, och familjen jungfrulinsväxter. Inga underarter finns listade i Catalogue of Life.